# Антон Копчан
Антон Копчан (чеськ. Anton Kopčan; нар. 24 лютого 1929, Чехословаччина — пом. 15 березня 2001, Словаччина) — чехословацький футболіст, захисник. Гравець збірної Чехословаччини.

## Життєпис
Виступав за «Словацьку Жиліну» (1949–1952, 1954–1962) та АТК (Прага), у складі якого 1953 року виграв національний чемпіонат. У чотирьох сезонах виступав у єврокубках. У чемпіонаті Чехословаччини зіграв 212 матчів, в яких відзначився 2 голами.
У футболці збірної Чехословаччини провів 2 поєдинки, ще один матч провів за другу збірну країни.

## Статистика виступів

### Клубна
| Рік                              | Матчі | Голи | Клуб               |
| -------------------------------- | ----- | ---- | ------------------ |
| Чемпіонат Чезословаччини 1949    | -     | 0    | «Словацька Жиліна» |
| Чемпіонат Чехословаччини 1950    | -     | 0    | «Словацька Жиліна» |
| Чемпіонат Чехословаччини 1951    | -     | 0    | «Словацька Жиліна» |
| Чемпіонат Чехословаччини 1952    | -     | 0    | «Словацька Жиліна» |
| Чемпіонат Чехословаччини 1952    | -     | 0    | АТК (Прага)        |
| Чемпіонат Чехословаччини 1953    | -     | 0    | УДА (Прага)        |
| Чемпіонат Чехословаччини 1954    | -     | 0    | УДА (Прага)        |
| Чемпіонат Чехословаччини 1954    | -     | 0    | «Іскра Жиліна»     |
| Чемпіонат Чехословаччини 1955    | -     | 0    | «Іскра Жиліна»     |
| Чемпіонат Чехословаччини 1956    | -     | 2    | «Іскра Жиліна»     |
| Чемпіонат Чехословаччини 1958/59 | 25    | 0    | «Динамо Жиліна»    |
| Чемпіонат Чехословаччини 1961/62 | 27    | 0    | «Динамо Жиліна»    |
| Загалом у Першій лізі            | 212   | 2    |                    |